# Millie Bright
Millie Bright (født 21. august 1993) er en engelsk fodboldspiller, der spiller som forsvarer for Chelsea i FA Women's Super League og Englands kvindefodboldlandshold. og for England.

## Hæder
Chelsea
- FA WSL: 2015, 2017–18, 2019–20, 2020–21[5]
- FA Women's Cup: 2014–15, 2017–18[5] 2020–21
- FA Women's League Cup: 2019–20, 2020–21
- FA Community Shield: 2020[5]
- UEFA Women's Champion's League toer: 2020–21[6]

England
- Arnold Clark Cup: 2022[7]

Individuel
- Vauxhall England Young Player of the Year: 2016[8]
- FA WSL PFA Team of the Year: 2017–18,[9] 2019–20[10]
- FA Women's Super League Månedens spiller: December, 2019
- FIFA FIFPro Women's World11: 2020,[11] 2021[12]
- Arnold Clark Cup Golden Boot: 2022[7]